# Белозубка Зарудного
Белозубка Зарудного (Crocidura zarudnyi) — вид млекопитающих рода белозубки семейства Землеройковые. Распространение: южный и восточный Афганистан, юго-восточный Иран, юго-западный Пакистан. 

## Таксономия
Первоначально этот вид был описан московским териологом С. И. Огнёвым под названием tatianae (Ognev, 1922), но позднее, в 1928 году, оно было заменено видовым эпитетом zarudnyi. Аргументацией для переименования стал тот факт, что имя tatianae оказалось преоккупировано названием tatiana Dollman, 1915 (ныне младшим синонимом африканского вида С. olivieri). Второе название дано в честь путешественника и коллектора Н. А. Зарудного.
В 1970 году описан подвид белозубки Зарудного из Афганистана  Crocidura zarudnyi streetorum Hassinger, 1970 (типовое местонахождение — 30 км к северо-западу от Газни).

## Кариотип
Недавно был описан кариотип C. zarudnyi. Оказалось, что и кариотип (2n = 40, NF = 50), и митотип (структура мтДНК) этого вида  указывают на его сходство с видами группы «suaveolens» и резко отличают этот вид от других петрофильных белозубок, как от белозубки из Джульфы (2n = 22, FN = 34 (которая здесь рассматривается как Crocidura serezkyensis), так и от С. ramona (2n = 28, FN = 46).

## Экология
Высоты обитания: 500—3 000 м. В Афганистане Crocidura zarudnyi streetorum обнаружена в скальных биотопах в горах на высотах от 2250 до 2650 м над уровнем моря, где было добыто 4 экземпляра. В целом, биотопы этой формы сходны с таковыми у С. pergrisea. Низинные популяции C. zarudnyi в Иране населяют глинисто-лёссовые местообитания, а в Западном Ираке — "сухие тропические равнины с колючими кустарниками" (xeric tropical thorn plain).
В «Международной Красной книге» (англ. IUCN Red List of Threatened Animals) МСОП оценивается как вид, вызывающий наименьшие опасения.